# Narodni naravni park Tayrona
Narodni naravni park Tayrona (špansko Parque Nacional Natural Tayrona) je zavarovano območje v kolumbijski regiji severni Karibov in v pristojnosti mesta Santa Marta, 34 kilometrov od središča mesta. Park predstavlja biotsko raznovrstnost, ki je endemična za območje gorovja Sierra Nevada de Santa Marta, z različnimi podnebnimi razmerami (gorsko podnebje) in geografijo, ki sega od sušne morske gladine do 900 metrov nadmorske višine. Park pokriva približno 30 kvadratnih kilometrov morskega območja v Karibskem morju in približno 150 kvadratnih kilometrov kopnega.
Leta 2019 je bil drugi najbolj obiskan narodni park v Kolumbiji s 458.755 obiskovalci.

## Zgodovina
Narodni naravni park Tayrona je bil ustanovljen v skladu z 191. členom zakona Kolumbijskega inštituta za agrarno reformo (INCORA), da bi zagotovili zaščito regije in ohranjanje ekološkega okolja.

## Geografija
Park ima površino 150 kvadratnih kilometrov. Je v jurisdikciji občine Santa Marta, v departmaju Magdalena, ob severni obali Kolumbije, ki meji na Karibsko morje.
Taganga je njegov najbolj južni del; njegova zahodna meja gre proti severovzhodu po obali, vključno s kilometrom morskega območja, do reke Piedras. Meja poteka po levi strani reke do severne avtoceste, nato pa proti zahodu in prečka več mest z jasnimi razmejitvami na terenu.
Prečka tudi več potokov, kot so reka Piedras, Cañaveral, Santa Rosa, La Boquita, Cinto in druge vodne veje, vključno s potoki Rodríguez in Gairaca.
Temperature v parku in okoliških mestih se gibljejo od 27 do 35 °C na morski gladini. Padavine v tej regiji se gibljejo od nič do približno 975 milimetrov na mesec, vendar je na splošno podnebje tropsko in vroče, kmetijstvo pa zahteva namakanje iz potokov, ki odtekajo s snežnih vrhov.

## Rastlinstvo in živalstvo
Znanstveniki so naredili obsežno klasifikacijo živalskih vrst, ki živijo v parku, ki vključuje približno 108 vrst sesalcev, med njimi štiri vrste mačk: Panthera onca (jaguar), Leopardus pardalis (ozelot), Leopardus wiedii (dolga mačka) in puma in 300 vrst ptic. Med tipičnimi prebivalci parka so grivasti vriskač (Alouatta palliata), leopardja mačka (Leopardus tigrinus), jeleni in več kot 70 vrst netopirjev.
V parku je 300 vrst ptic, med njimi: gorski orel Buteogallus solitarius, ara Ara militaris, črnohrbti mravljinček Thamnophilus melanonotus, belotrebuhi mravljinček (Myrmeciza longipes) in suličastorepi manakin (Chiroxiphia lanceolata). Obstaja tudi približno 31 vrst plazilcev, 15 vrst dvoživk, 202 vrst spužev, 471 vrst rakov, 96 vrst [kolobarniki|kolobarnikov]], 700 vrst mehkužcev, 110 vrst koral in 401 vrst morskih in rečnih rib.
Obstaja več kot 350 alg in več kot 770 vrst rastlin. Nacionalna roža je orhideja, ki je v tej Karibski regiji najdemo veliko.
Je eden od treh narodnih parkov na kolumbijskih Karibih s koralnimi grebeni na svojih ozemljih, druga dva sta Old Providence McBean Lagoon ter Rosario in San Bernardo Corals.

## Arheologija
Obstajajo arheološki dokazi o starodavnih človeških naselbinah na območju parka od predkolumbovskega obdobja pa vse do 16. stoletja. Kraj ima zdaj objekte za eko turizem, s potmi, primernimi za sprehode. Arheološki muzej Chairama je na mestu Cañaveral, blizu ustja reke Piedras. Drugi kraji, ki privabljajo obiskovalce, so pot Los Naranjos, plaža Castilletes, Pool, reka Piedras in reka San Juan Out.
Mesto El Pueblito je bilo priljubljeno za pohodništvo, vendar je od leta 2019 zaprto zaradi želja avtohtonih prebivalcev.

## Zanimivosti
Čeprav je naravni rezervat, park ponuja storitve za opravljanje eko turizma. Na različnih območjih parka so številne naravne znamenitosti in možnosti za sprehode. Med njimi izstopajo:
- Arheološki muzej Chairama na območju, znanem kot Cañaveral, blizu ustja reke Piedras. Ima stalno arheološko razstavo.
- Los Naranjos Trail
- Playa del Muerto, od leta 2010 se imenuje »Playa Cristal«.
- Sektor Arrecifes, območje z nastanitvenimi storitvami. Plaža zaradi moči valov ni primerna za kopanje.
- La Piscina, plaža, ki meji na sektor Arrecifes, omogočeno je kopanje in ogledovanje grebenov.
- struga reke Piedras
- Cabo San Juan de Guía, najbolj osamljen sektor. To je sicer dober kraj za sprehod do Pueblito Chairama. Ta sektor parka Tayrona velja za enega najboljših in najbolj obiskanih s strani tujih turistov. Cabo San Juan de Guía je približno 9 kilometrov od drugega vhoda v park Tayrona, imenovanega "El zaino". Do plaže se pride peš v približno dveh urah in pol, na konju ali pa se s čolnom iz Tagange. Med potovanjem si ogleda različne vrste favne, flore in ekosistemov, značilnih za regijo. Prav tako ta sektor parka naseljujejo staroselci Kogui, ki se v določenih letnih časih odločijo preprečiti dostop zaradi izvajanja ritualov okoljskega zdravljenja.
- Pueblito Chairama, arheološke ruševine kulture Tayrona, ki so se naselili pred več kot 500 leti.